# Franz Blatt
Franz Josef Blatt (* 31. August 1903 in Frederiksberg, Kopenhagen; † 2. August 1979 in Roskilde) war ein österreichisch-dänischer mittellateinischer Philologe.

## Leben
Blatt war das Kind österreichischer römisch-katholischer Eltern, des Fabrikdirektors Josef Blatt (1870–1950) und seiner Frau Bertha Spieler (1874–1950), und wuchs in Dänemark auf. Nach dem Schulbesuch in Kopenhagen studierte er ebendort klassische Philologie und Romanistik. Anders Bjørn Drachmann und Kristian Sandfeld zählten zu seinen akademischen Lehrern. Von 1925 bis 1926 absolvierte er ein Aufbaustudium in historischer Grammatik bei Einar Löfstedt in Lund. 1926 erwarb er den Magistergrad. Von 1928 bis 1930 hielt er sich als Stipendiat der Carlsberg-Stiftung am Thesaurus Linguae Latinae in München auf. 1930 wurde er mit einer Dissertation zu den lateinischen Bearbeitungen der Acta Andreae et Matthiae promoviert. Im selben Jahr erhielt er eine Anstellung als Dozent an der neuen Universität Aarhus, von 1934 bis 1972 war er dort Professor für Klassische Philologie, von 1949 bis 1951 zugleich Rektor der Universität. 1940 hatte er einen Ruf nach Kopenhagen abgelehnt. Um der nationalsozialistischen Besatzung zu entgehen, ging er 1943 bis zur Befreiung ins schwedische Exil, wo er als Lehrer in Göteborg arbeitete. Von 1953 bis 1964 war er kooptiertes Einzelmitglied der Thesaurus-Kommission, von 1957 bis 1977 war er Mitglied der Carlsberg-Stiftung, 1971 bis 1976 ihr Vorsitzender. Zeitweise fungierte Blatt auch als Herausgeber der dänischen Zeitschrift Classica et mediaevalia.
Er starb 1979 und wurde in Aarhus beerdigt.

## Forschung und Ehrungen
Blatt galt als internationale Kapazität auf dem Gebiet der mittellateinischen Philologie. Er ist insbesondere als Initiator und Herausgeber des von der Union Académique Internationale geförderten Projekts Novum glossarium mediae latinitatis bekannt, aber auch für eine umfassende diplomatische Sammlung mittelalterlicher dänischer Urkunden und einen Wortindex zu den Gesta Danorum des Saxo Grammaticus.
Blatt war seit 1949 Mitglied der Königlich Dänischen Akademie der Wissenschaften. Die Universität Glasgow verlieh ihm das Ehrendoktorat der juristischen Fakultät, ein weiteres Ehrendoktorat die Universität Bordeaux.

## Schriften (Auswahl)
- Die lateinischen Bearbeitungen der Acta Andreae et Matthiae apud anthropophagos (= Zeitschrift für die neutestamentliche Wissenschaft und die Kunde der alten Kirche. Beiheft 12). A. Töpelmann, Gießen 1930.
- Sprachwandel im Latein des Mittelalters. In: Historische Vierteljahrschrift. Band 28, 1934, S. 22–52. Unveränderter reprografischer Nachdruck, Wissenschaftliche Buchgesellschaft, Darmstadt 1970 (= Libelli. Band 317).
- Diplomatarium Danicum II, 1–12. Kopenhagen 1938–1960.
- Saxonis Gesta Danorum. Ed. et rec. Jørgen Olrik et Hans Ræder. Indicem verborum conficiendum curavit Franz Blatt. Kopenhagen 1931–1957.
- (Hrsg.): Novum glossarium mediae latinitatis ab anno DCCC usque ad annum MCC. Ejnar Munksgaard, Hafniae (Kopenhagen) 1957 ff. (in Erarbeitung)